# Estelle Vogein
Estelle Vogein, née le 3 avril 1976 à Metz, est une joueuse française de handball, évoluant au poste d'ailière.

## Biographie
Reconnue par le monde du handball français comme l'une des joueuses les plus douées de sa génération, elle sera privée sur le plan internationale de participations à de nombreuses phases finales en raison de blessures. Opérée des ligaments croisés du genou, elle ne fait pas partie de la campagne française, récompensée d'une médaille d'argent, lors du Championnat du monde 1999 en Norvège. Puis, insuffisamment rétablie, elle ne fait pas partie du voyage à Sydney pour les Jeux olympiques de 2000.
Elle retrouve la sélection française et participe aux Championnats d'Europe 2000 en Roumanie, compétition terminée à la 5e place. Par choix du sélectionneur, elle ne participe pas au mondial 2001, puis en 2002, une épaule blessée lui fait manquer la deuxième médaille du handball français lors de l'Euro 2002 au Danemark.
C'est finalement lors du Championnat du monde 2003, disputé en Croatie, qu'elle obtient sa première médaille internationale avec le titre mondial obtenu en prolongation face à la Hongrie.
En club, elle aura été fidèle toute sa carrière au club de sa région, le HB Metz métropole, club qui domine le handball français à cette époque.

## Club
- Marly
- depuis 1993 : HB Metz métropole

## Palmarès

### Club
compétitions nationales
- championne de France (10) en 1994, 1995, 1996, 1997, 1999, 2000, 2002, 2004, 2005 et 2006 (avec ASPTT Metz)
- vainqueur de la coupe de France (3) en 1994, 1998 et 1999 (avec ASPTT Metz)

### Sélection nationale
- Jeux olympiques d'été
  - 4e aux Jeux olympiques de 2004 à Athènes
- Championnat du monde
  -  Championne du monde de handball 2003
- Championnat d'Europe
  - 5e aux Championnats d'Europe 2000 en Roumanie
- autres
  - International française entre novembre 1995 et 2005
  - 105 sélections pour 151 buts